# 31663 Anjani
31663 Anjani è un asteroide della fascia principale. Scoperto nel 1999, presenta un'orbita caratterizzata da un semiasse maggiore pari a 2,354730 UA e da un'eccentricità di 0,077287, inclinata di 7,884163° rispetto all'eclittica. Ha un diametro di 2,175 km e un periodo di rotazione di 25,5086 ore.